# Derivatizace
Derivatizace je chemický postup převádějící sloučeninu na jinou látku podobné struktury (derivát).
Derivatizační reakce se účastní určitá funkční skupina a její obměnou vzniká derivát lišící se reaktivitou, rozpustností, teplotou varu, nebo teplotou tání. Takto upravené vlastnosti lze využít při stanovování nebo separaci látky.
Derivatizační postupy jsou častými součástmi chemických analýz směsí a povrchových analytických metod, jako je například rentgenová fotoelektronová spektroskopie, kde se nové navázané atomy využívají jako značky určitých skupin.

## Derivatizační reakce
Derivatizační reakce by měla splňovat tyto požadavky:
1. Probíhá úplně; menší množství nezreagovaných látek usnadňuje analýzu a umožňuje použití menšího množství analytu.
2. Je možné ji využít u širokého rozmezí substrátů, ale stále je specifická pro jedinou funkční skupinu.
3. Produkty jsou dostatečně stálé a nepodléhají příliš rychlému rozkladu.

Příklady takových reakcí jsou tvorby esterů a amidů prostřednictvím acylchloridů.

## V kvalitativní organické analýze
V kvalitativní organické analýze se často využívají reakce neznámých vzorků s různými činidly; přítomnost dané látky se mnohdy projeví změnou vzhledu, například zabarvením, nebo tvorbou sraženiny.
Tyto testy lze použít i na úrovni méně než gramu. Produkty bývají přečišťovány rekrystalizací. Příkladem může být příprava 2,4-dinitrofenylhydrazonů z ketonů a 2,4-dinitrofenylhydrazinu.
Pole druhu vytvořeného produktu lze určit výchozí látku; vzhledem k velkému množství popsaných sloučenin ale nelze vytvořit tabulky, které by zahrnovaly všechny. Tyto postupy byly nahrazeny spektroskopickými a spektrometrickými.

## U plynové chromatografie
Polární skupiny typu N-H a O-H s navázanými atomy vodíku lze přeměnit na méně polární, čímž se zvýší těkavost a je možné provést analýzu s využitím plynové chromatografie; často se k tomu využívají silylové skupiny. Běžnými derivatizačními činidly jsou hexamethyldisilazan, trimethylchlorsilan nebo N-(trimethylsilyl)imidazol.

## Chirální derivatizační činidla
Chirální derivatizační činidla reagují s enantiomery za vzniku diastereomerů. Jelikož mají diastereomery odlišné fyzikální vlastnosti, tak je lze dále analyzovat vysokoúčinnou kapalinovou chromatografií a NMR spektroskopií.